# اريك غاريت
اريك غاريت (بالإنجليزية: Eric Garrett)‏ هو مغني ومغني أوبرا بريطاني، ولد في 1931، وتوفي في 7 مايو 2009.

## وصلات خارجية
- اريك غاريت على موقع ميوزك برينز (الإنجليزية)
- اريك غاريت على موقع ديسكوغز (الإنجليزية)